# Песке
Пѐске (на италиански: Pesche, на местен диалект Pèschë, Пескъ) е село и община в Централна Италия, провинция Изерния, регион Молизе. Разположено е на 732 m надморска височина. Населението на общината е 1595 души (към 2010 г.).